# Unione Sportiva Massese Aquilotti 1966-1967
Questa pagina raccoglie le informazioni riguardanti l'Unione Sportiva Massese Aquilotti nelle competizioni ufficiali della stagione 1966-1967.

## Rosa
| N. |                   | Ruolo | Calciatore          |
| -- | ----------------- | ----- | ------------------- |
|    | Italia (bandiera) | C     | Giuseppe Ardizzon   |
|    | Italia (bandiera) | C     | Sergio Barbana      |
|    | Italia (bandiera) | C     | Mauro Casali        |
|    | Italia (bandiera) | A     | Giorgio Chinaglia   |
|    | Italia (bandiera) |       | Cioni               |
|    | Italia (bandiera) | C     | Bruno Ciruel        |
|    | Italia (bandiera) | P     | Alfredo Franci      |
|    | Italia (bandiera) | D     | Floriano Galassin   |
|    | Italia (bandiera) | D     | Mario Martinelli    |
|    | Italia (bandiera) | P     | Pier Luigi Masoni   |
|    | Italia (bandiera) | C     | Silvano Merkuza     |
|    | Italia (bandiera) | C     | Claudio Montepagani |

| N. |                   | Ruolo | Calciatore                  |
| -- | ----------------- | ----- | --------------------------- |
|    | Italia (bandiera) | D     | Enzo Pagotto                |
|    | Italia (bandiera) | C     | Giancarlo Pomelli           |
|    | Italia (bandiera) | A     | Ezio Postini                |
|    | Italia (bandiera) | C     | Vincenzo Proietti Farinelli |
|    | Italia (bandiera) | A     | Roberto Rolla               |
|    | Italia (bandiera) | C     | Roberto Ronchi              |
|    | Italia (bandiera) | A     | Stefano Saviozzi            |
|    | Italia (bandiera) | C     | Pasquino Tarantola          |
|    | Italia (bandiera) | C     | Mario Tinti                 |
|    | Italia (bandiera) |       | Vitaloni                    |
|    | Italia (bandiera) | D     | Francesco Zana              |